# Antoing
Antoing es una ciudad y municipio francófono de Bélgica situado en la Región Valona, en la provincia de Henao. Cuenta con más de 7500 habitantes.

## Historia

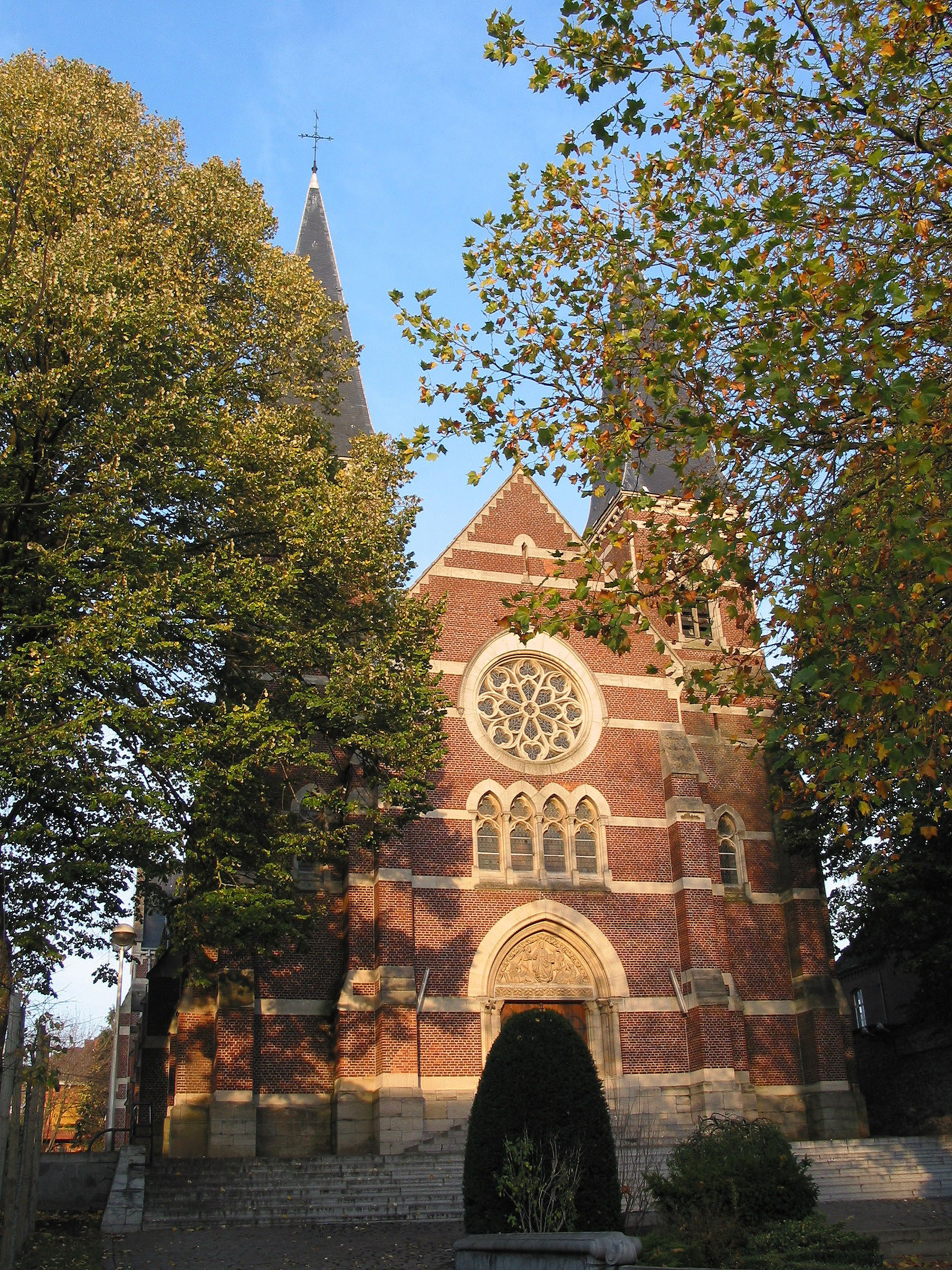
Iglesia Saint-Pierre de Antoing.

### Prehistoria
Parece que en el neolítico las colinas silíceas fueron muy frecuentadas por los hombres prehistóricos, que dejaron allí piezas de sílex talladas.

### Época romana
En Antoing se han realizado importantes descubrimientos arqueológicos, como una villa en la cantera de Kennelée o un túmulo que conduce a una cámara funeraria. Este túmulo, que medía 23 m de diámetro, data del siglo IV de nuestra era.

### Época franca
Un cementerio y de tumbas merovingias y carolingias testifican la ocupación del lugar.

### Épocas medieval y siguientes
El primer señor de Antoing conocido fue Alard I, señor de Epinoy, que se casó con una señora heredera de Antoing. De ellos descendieron varias ramas de Antoing.
Los descendientes pronto comprendieron el interés que representaba la situación de Antoing, en la frontera de dos condados, Flandes y Henao, y maniobraron políticamente con el fin de enriquecerse haciendo subir las pujas. Los matrimonios tuvieron también su importancia en la ascensión vertiginosa de esta familia. En tres generaciones, se unieron a las familias de Namur, de Mons y de Rumigny, a la poseedora del prebostazgo de Douai y a la familia de Ligne.
Hacia finales del siglo XIII, los Antoing se escindieron en varias ramas. Además de la rama madre poseedora de los señoríos de Antoing y de Epinoy, de Buggenhout y del prebostazgo de Douai, existió la rama de los Antoing señores de Bury y de Bittremont, los Antoing señores de Briffeuil, Genech, Wasmes y Amougies, los Antoing señores de Belonne y los Antoing señores de Ansevaing.
Hacia 1328, Isabeau de Antoing, última heredera del señorío de Antoing, de Epinoy, preboste de Douai, castellana de Gante y señora de Sotteghem, se casó en segundas nupcias con Juan II vizconde de Melun, conde de Tancarville, que hizo pasar todos los bienes de su esposa a la familia de los Melun. Estos últimos favorecieron el comercio de los paños y la explotación de las canteras de minerales.
En 1477, las tropas borgoñonas devastaron y saquearon los alrededores, y asediaron el castillo.
El 18 de febrero de 1582, Margarita de Parma da la orden de desmantelar el castillo de Antoing y de confiscar los bienes de Pedro de Melun.
En 1590, María de Melun fue la última heredera del patrimonio de los Melun, el cual pasó tras algunas peripecias a la casa de Ligne, excepto las tierras francesas, que se mantuvieron en la casa de Melun-Epinoy.

## Secciones

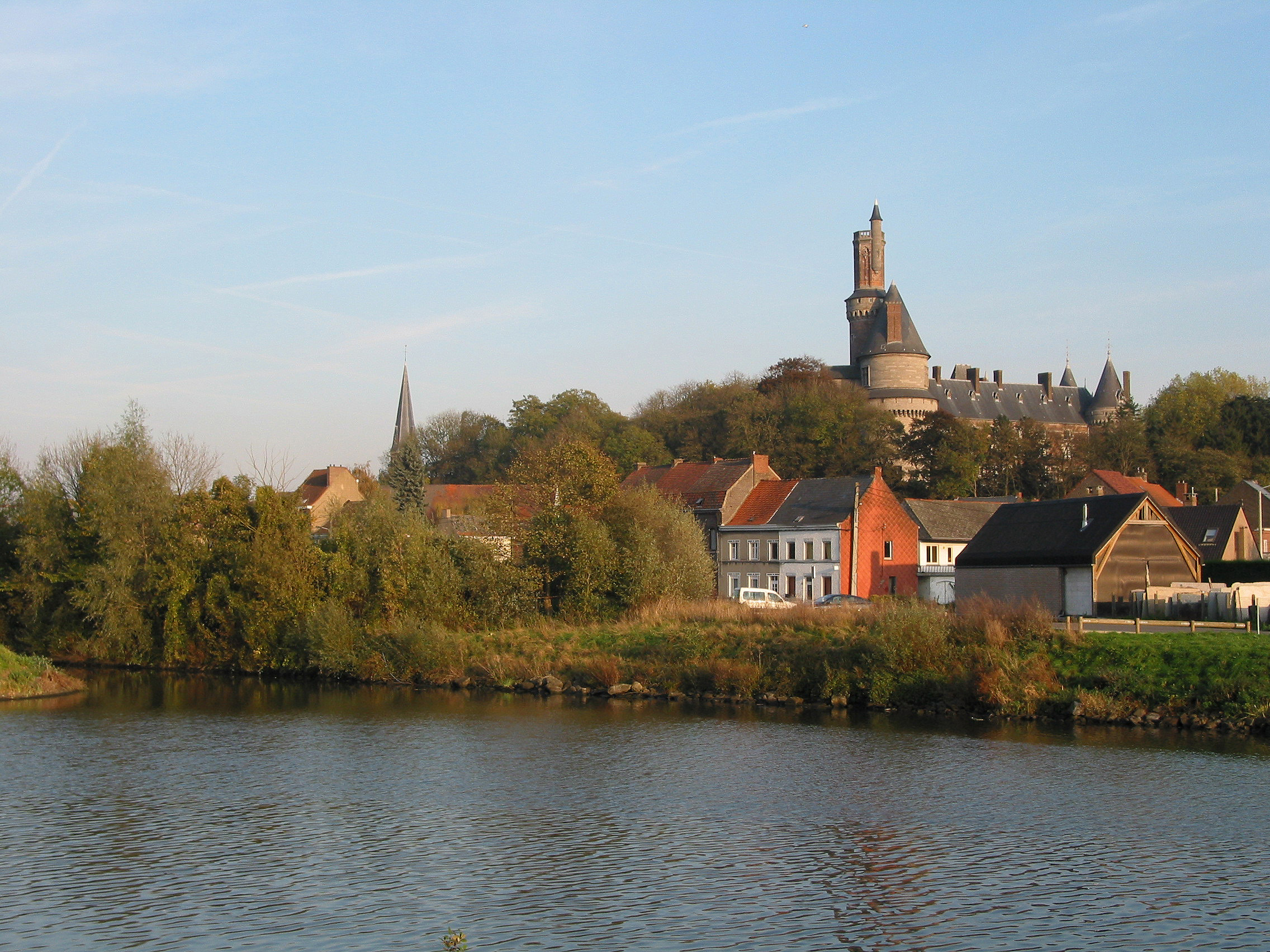
Castillo de los Príncipes de Ligne, en Antoing.

Además de la localidad de Antoing, el municipio del mismo nombre comprende las secciones de Maubray, Péronnes-lez-Antoing, Bruyelle, Calonne y Fontenoy.
| #       | Nombre                      | Superficie (km²) | Población |
| ------- | --------------------------- | ---------------- | --------- |
| I       | Antoing                     |                  |           |
| II      | Fontenoy                    |                  |           |
| III VII | Maubray - Maubray - Morlies |                  |           |
| IV      | Péronnes-lez-Antoing        |                  |           |
| V       | Bruyelle                    |                  |           |
| VI      | Calonne                     |                  |           |

El municipio de Antoing limita con:
| - a. Laplaigne (Brunehaut) - b. Hollain (Brunehaut) - c. Saint-Maur (Tournai) - d. Chercq (Tournai) - e. Vaulx (Tournai) |

| - f. Gaurain-Ramecroix (Tournai) - g. Vezon (Tournai) - h. Wasmes-Audemez-Briffœil (Péruwelz) - i. Callenelle (Péruwelz) - j. Flines-lès-Mortagne (Francia) |

### Mapa

Antoing, secciones y comunidades vecinas. Las áreas amarillas representan los núcleos urbanos.

## Demografía

### Evolución
Todos los datos históricos relativos al actual municipio, el siguiente gráfico refleja su evolución demográfica, incluyendo municipios después de efectuada la fusión el 1 de enero de 1977.
| Gráfica de evolución demográfica de Antoing entre 1846 y 2019 |
|                                                               |

## Política

### Administración 2007-2012
La junta administrativa de Antoing se compone de miembros del PS, que tiene la mayoría de los escaños.
Forman parte de la administración las siguientes personas: 
| Ayuntamiento | Ayuntamiento                                                                         |
| ------------ | ------------------------------------------------------------------------------------ |
| Alcalde      | Bernard Bauwens (PS)                                                                 |
| Concejales   | Didier Dudant (PS) Jean-Pierre Renaut (PS) Vivianne Delépine (PS) Alain Boucaut (PS) |

## Economía

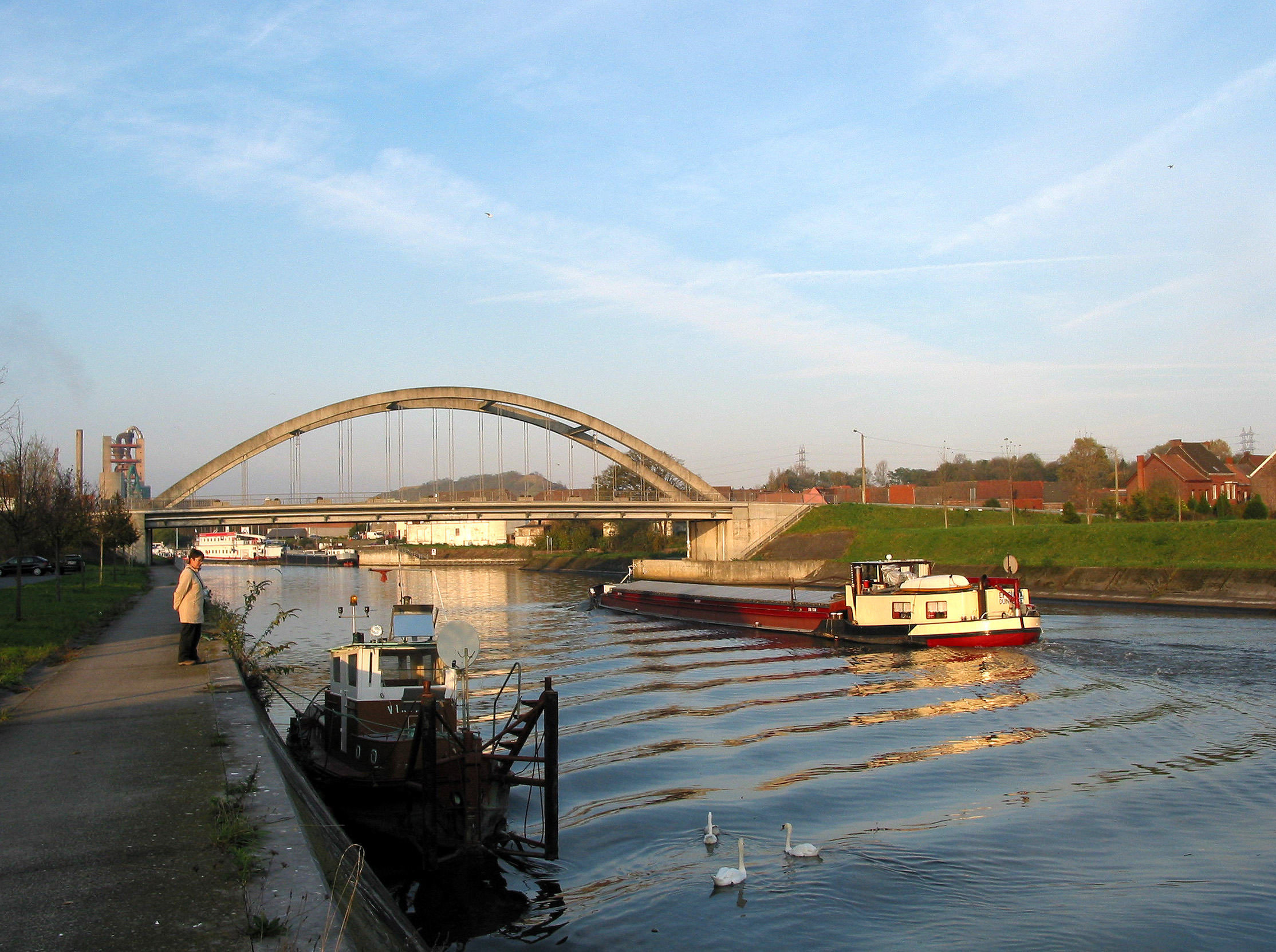
El río Escalda en Antoing.

Desde la antigüedad existen canteras de caliza en el territorio de Antoing. En 1763, se contaban 7 canteras de piedra azul. Cien años más tarde, dos habían desaparecido. En las 5 restantes, trabajaban todavía allí 300 obreros.
La arcilla de la región era empleada por los alfareros y tejeros del siglo XVIII al siglo XIX. Al mismo tiempo, funcionan varias cervecerías así como una azucarera y varias empresa de refino de sal.

## Lugares de interés
- Castillo de Antoing, originalmente del siglo XII y restaurado por Eugène Viollet-le-Duc en el siglo XIX.

## Personajes célebres nacidos en Antoing
- Raoul Cauvin, guionista de cómics.